# 基夫奧特 (愛達荷州)
基夫奧特（英語：Giveout）是位於美國愛達荷州貝爾萊克縣的一個非建制地區。該地的面積和人口皆未知。

## 地理
基夫奧特的座標為42°18′47″N 111°00′14″W / 42.31306°N 111.00389°W，而該地的平均海拔高度為2150米（即7054英尺）。